# City of Frankston
City of Frankston – obszar samorządu lokalnego (ang. local government area), położony w południowej części aglomeracji Melbourne. Frankston został założony w 1994 roku z połączenia dzielnic Mount Eliza, Carrum Downs, Langwarrin i Skye. Obszar ten zamieszkuje 117 801 osób (dane z 2006).  

## Dzielnice
- Carrum Downs
- Frankston
- Frankston North
- Frankston South
- Langwarrin
- Seaford
- Skye